# Janni Pedersen
 Der er for få eller ingen kildehenvisninger i denne artikel, hvilket er et problem. Du kan hjælpe ved at angive troværdige kilder til de påstande, som fremføres i artiklen.

Janni Pedersen (født 14. juni 1968 i Slagelse) er en dansk journalist.
Pedersen blev uddannet journalist fra Danmarks Journalisthøjskole i 2000. Hun blev efterfølgende ansat på Fak2eren under Nordisk Film TV, hvor hun også var i praktik. I 2001 kom hun til TV 2 Nyhedernes Københavnsredaktion. I flere sæsoner var hun tilknyttet Dags Dato og Station 2. Siden 2006 har hun været studievært på TV 2 News og samtidig fungeret som kriminalreporter.
I 1998 blev hun nomineret til Prix D'Europa og Billed-Bladets TV-Oscar for dokumentaren Ensom i livet.

## Uddannelse
- Vestre Skole (1974 - 1984)
- Slagelse Gymnasium og HF-kursus (1984 - 1987)